# Patriarca (cristianesimo)

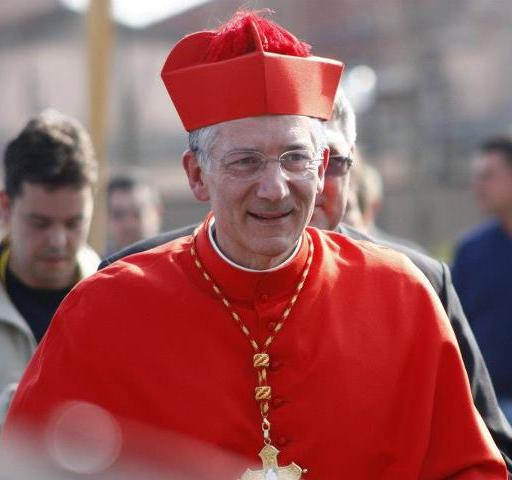
Francesco Moraglia, patriarca di Venezia

Patriarca (dal greco antico πατήρ ἄρχων patèr àrchōn, cioè "padre-capo") è un alto titolo tra i vescovi delle Chiese che accettano la successione apostolica, in particolare nella Chiesa ortodossa e cattolica.
L'ufficio, la diocesi e il gruppo di diocesi soggette all'autorità del patriarca sono detti patriarcato; si indicano come "patriarcali" la diocesi e la chiesa che sono sede del patriarcato e del patriarca.

## Storia dell'istituzione patriarcale
I nomi dei dignitari cristiani derivano originariamente dalla vita civile (vescovo, presbitero, diacono), e altre volte delle dignità giudaiche. Il termine patriarca appartiene a quest'ultima categoria.
Nella Chiesa dei primi tre secoli ci furono dignità ecclesiastiche con i diritti e le prerogative dei patriarchi, ma solo in seguito troviamo menzione esplicita di questo titolo. Per la prima volta il termine patriarca compare riferito a papa Leone I (come patriarca d'Occidente) in una lettera di Teodosio II. Ma in questa fase patriarca è un titolo onorifico che può essere dato a ogni vescovo. San Gregorio Nazianzeno dice: "i vescovi anziani, o meglio, i patriarchi". Ancora nel V e nel VI secolo Celidonio di Besançon e Nicezio di Lione sono chiamati patriarchi.
Gradualmente – a partire dall'VIII e dal IX secolo – il termine diventa un titolo ufficiale, usato solo per denotare un definito grado della gerarchia, quello di vescovo-capo che presiedeva i metropoliti come i metropoliti presiedevano i loro vescovi suffraganei, restando soggetti solo al relativo patriarca, quello di Roma.
I canoni più antichi ammettono solo tre patriarchi petrini: i vescovi di Roma, Alessandria e Antiochia. Il successore di san Pietro a Roma ha il primo posto e riunisce nella sua persona tutte le dignità: egli era un vescovo che era pure metropolita, primate e patriarca.
Prima del Concilio di Nicea (325) anche due vescovi orientali, quelli di Alessandria e di Antiochia, avevano autorità patriarcale sopra vasti territori. Il vescovo di Alessandria divenne il capo di tutti i vescovi e metropoliti d'Egitto; il vescovo di Antiochia ebbe lo stesso ruolo in Siria e lo estese in Asia Minore, Grecia e al resto dell'Oriente.
Quando i pellegrini cominciarono ad affluire in Terra santa, il vescovo di Gerusalemme iniziò ad essere considerato più di un semplice suffraganeo di Cesarea. Il concilio di Nicea gli diede un primato d'onore, fatti salvi i diritti metropolitani di Cesarea. Giovenale di Gerusalemme (420-458) riuscì infine, dopo molte dispute, a mutare il titolo onorario in un vero patriarcato di diritto. Il concilio di Calcedonia (451) separò la Palestina e l'Arabia (Sinai) da Antiochia e costituì il patriarcato di Gerusalemme.
La novità più importante, e quella che suscitò più obiezioni, fu la promozione di Costantinopoli al rango patriarcale. Dopo che Costantino I fece di Bisanzio la "Nuova Roma", il suo vescovo, un tempo suffraganeo di Eraclea, pensò di dovere essere secondo soltanto, se non pari, al vescovo della vecchia Roma, quale capitale imperiale. Per secoli i papi si opposero a questa ambizione solo politica. 
Nel 381 il Concilio di Costantinopoli dichiarò che: "Il Vescovo di Costantinopoli avrà il primato d'onore dopo il Vescovo di Roma, perché Costantinopoli è la Nuova Roma". I vescovi romani, ora pure pontefici dopo la rinuncia di Graziano, (Damaso, Gregorio I) rifiutarono di confermare questo canone. Nonostante ciò Costantinopoli, quale sede imperiale, crebbe per il favore dell'imperatore. 
Il concilio di Calcedonia stabilì Costantinopoli come patriarcato con giurisdizione sull'Asia Minore e sulla Tracia e gli diede il secondo posto dopo Roma. Papa Leone I (440-461) rifiutò questo canone, che era stato approvato in assenza dei suoi legati. Solo il concilio Lateranense IV (1215) approvò il secondo posto per il nuovo Patriarca latino di Costantinopoli; nel 1439 il concilio di Firenze lo assegnò al Patriarca greco (rientrato nel 1261).

## Nella Chiesa cattolica

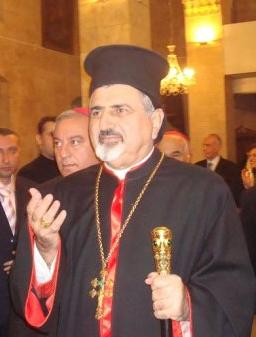
L'attuale patriarca della Chiesa cattolica sira, Ignace Youssif III Younan.

Per i cattolici la dignità patriarcale è subordinata alla dignità suprema del vescovo di Roma, quale vicario di Cristo e successore di Pietro, come capo del Collegio episcopale. Per gli ortodossi il papa è primus inter pares fra i patriarchi. All'interno di tale riconoscimento del primato papale, detto comunione, la Chiesa cattolica riconosce una serie di Chiese con proprio rito e propria giurisdizione, dette Chiese sui iuris. A capo delle più antiche di queste vi sono dei patriarchi. 
Nella Chiesa latina, che è quella chiesa che riconosce nel Papa anche il proprio patriarca (sebbene papa Benedetto XVI e il suo successore Francesco non abbiano più utilizzato il titolo di patriarca d'Occidente), vi sono ancora dei patriarchi, il cui titolo è però solo onorifico, non comportando alcuna particolare giurisdizione in più rispetto a quella di un arcivescovo metropolita (questo sono i casi ad esempio del patriarca di Gerusalemme e del patriarca di Venezia).
Le giurisdizioni dei patriarchi orientali, che possono essere anche cardinali, corrispondono invece, in linea di massima, a tutti i fedeli del proprio rito.
Si hanno così:
- il papa, patriarca della Chiesa latina, alla quale appartengono anche:
  - il patriarca di Gerusalemme,
  - il patriarca di Venezia,
  - il patriarca di Lisbona,
  - il patriarca delle Indie orientali (ad honorem all'arcivescovo di Goa e Damão),
  - il patriarca delle Indie occidentali (titolo vacante dal 1963);
  - titoli oggi soppressi:
    - patriarca di Grado (titolo trasferito a Venezia nel 1451),
    - patriarca di Aquileia (soppresso nel 1751),
    - patriarca di Alessandria dei Latini (soppresso nel 1964),
    - patriarca di Costantinopoli dei Latini (soppresso nel 1964),
    - patriarca di Antiochia dei Latini (soppresso nel 1964),
    - patriarca di Cartagine (titolo storicamente dubbio),
    - patriarca di Etiopia (dal 1555 al 1636);
- il patriarca di Alessandria dei Copti, capo della Chiesa cattolica copta e della Chiesa cattolica etiope;
- il patriarca di Antiochia, Alessandria, Gerusalemme e tutto l'Oriente dei Melchiti, capo della Chiesa cattolica greco-melchita di lingua araba e rito bizantino;
- il patriarca di Antiochia e di tutto l'Oriente dei Siri, capo della Chiesa cattolica sira, di lingua tradizionale aramaica e rito siriaco;
- il patriarca di Antiochia e di tutto l'Oriente dei Maroniti, capo della Chiesa maronita;
- il patriarca di Baghdad dei Caldei, capo della Chiesa cattolica caldea, di lingua tradizionale aramaica e rito assiro;
- il patriarca di Cilicia degli Armeni, capo della Chiesa armeno-cattolica.

### Insegne

Ornamenti esteriori per lo scudo di patriarca della Chiesa cattolica.

I patriarchi della Chiesa cattolica, a meno che non abbiano ricevuto particolari privilegi, indossano gli abiti vescovili color paonazzo. 
Lo stemma dei patriarchi cattolici (non cardinali) prevede un galero verde con quindici fiocchi per parte, che si distingue da quello dei cardinali per i colori verde e oro, anziché rosso. 
I patriarchi di Venezia e di Lisbona non cardinali rappresentano un'eccezione, infatti hanno il privilegio di indossare vesti cardinalizie (fatta eccezione per la berretta rossa con fiocco, in modo tale da non essere confusa con quella senza fiocco imposta dal papa durante il concistoro). Per quanto riguarda la sede veneziana, il patriarca non cardinale fa uso della porpora da tempi immemori. Per quanto concerne la sede di Lisbona la pratica acquisisce validità a partire dal 1717, con il pontificato di papa Clemente XI. 
Si distinguono ancora oggi gli arcivescovi metropoliti di Udine, perché erano discendenti dell'antico patriarcato di Aquileia, soppresso nel 1751, portando il colore rosso cremisi, detto anche colore patriarchino, che li distingue dagli altri vescovi, e che anche altri arcivescovi con dignità storica particolare portano per secolare conferimento pontificio (ad esempio l'arcivescovo di Vercelli e l'arcivescovo di Lucca) il pileolo rosso.

## Nelle Chiese ortodosse

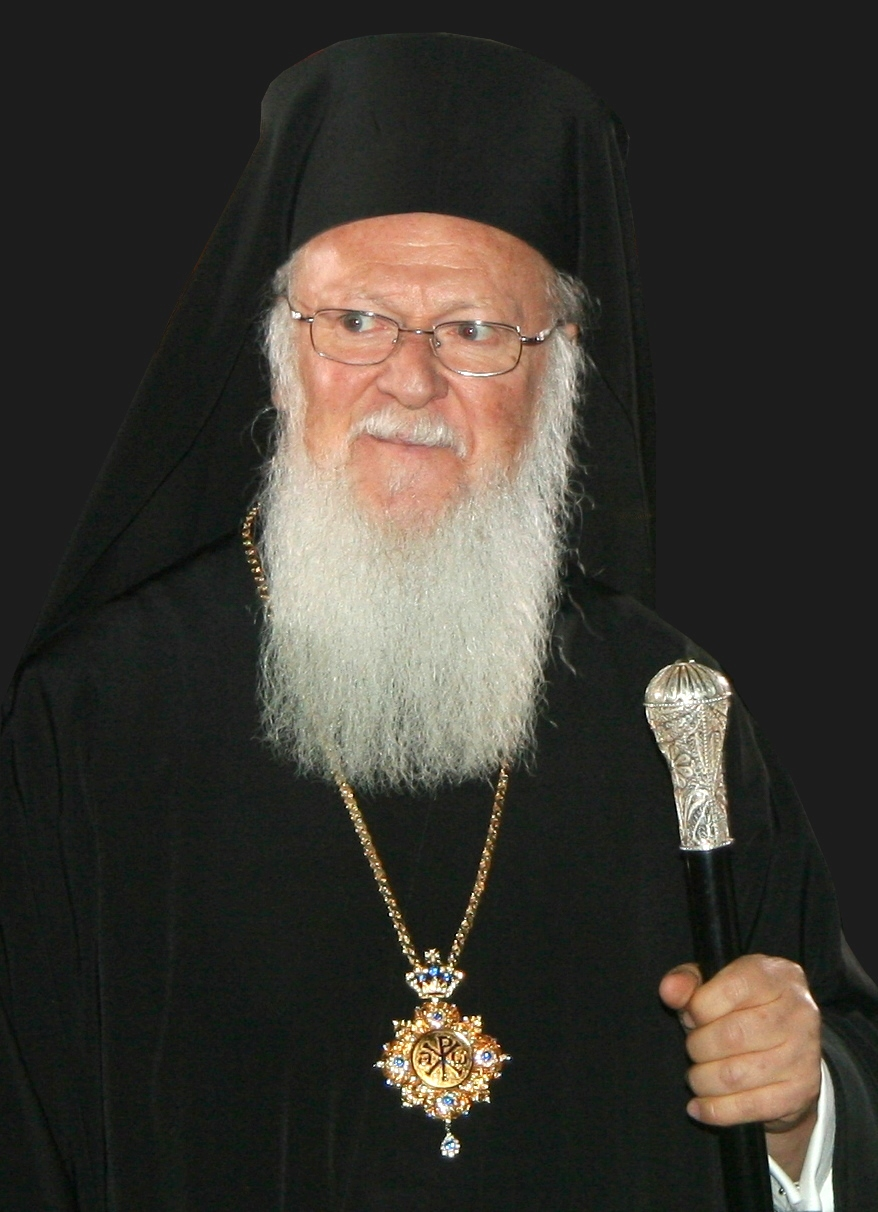
Bartolomeo, patriarca ecumenico di Costantinopoli.

Nelle chiese ortodosse e orientali quello di patriarca è il titolo del vescovo a capo di una antica Chiesa patriarcale, ma oggi anche solo nazionale autocefala, cioè di una Chiesa autonoma che elegge il proprio capo. In alcune Chiese, nate fuori dall'impero romano, il titolo di Catholicos è usato con lo stesso significato. Ricordando però che i titoli patriarcali conciliarmente riconosciuti sono solo cinque (Roma, Costantinopoli, Alessandria, Antiochia, Gerusalemme), quelli cioè della storica Pentarchia romana.
Fra i patriarchi ortodossi il patriarca di Costantinopoli occupa tradizionalmente un posto speciale, espresso nel titolo di patriarca ecumenico - cioè "patriarca comune" - (dal greco οἰκομένη oikomène, derivato dal verbo οἰκέω oikèō, "abitare insieme"), aggettivo adottato da Giovanni IV, nonostante le proteste degli altri patriarchi.
Si hanno così i patriarchi delle chiese della Comunione ortodossa:
- il patriarca ecumenico di Costantinopoli, a capo della Chiesa greco-ortodossa;
- il patriarca di Mosca e di tutta la Russia, a capo della Chiesa ortodossa russa;
- il patriarca serbo, a capo della Chiesa ortodossa serba;
- il patriarca di Gerusalemme, a capo della Chiesa greco-ortodossa di Gerusalemme;
- il patriarca di Alessandria, a capo della Chiesa greco-ortodossa di Alessandria e chiamato Papa[2];
- il patriarca di Romania, a capo della Chiesa ortodossa rumena;
- il patriarca di Bulgaria, a capo della Chiesa ortodossa bulgara;
- il Catholicos patriarca di tutta la Georgia, a capo della Chiesa apostolica ortodossa georgiana.

Vi sono poi patriarchi di Chiese che si definiscono ortodosse, ma che non sono in comunione con Costantinopoli:
- il patriarca di Mosca della Chiesa vetero-ortodossa russa

## Nelle Chiese orientali

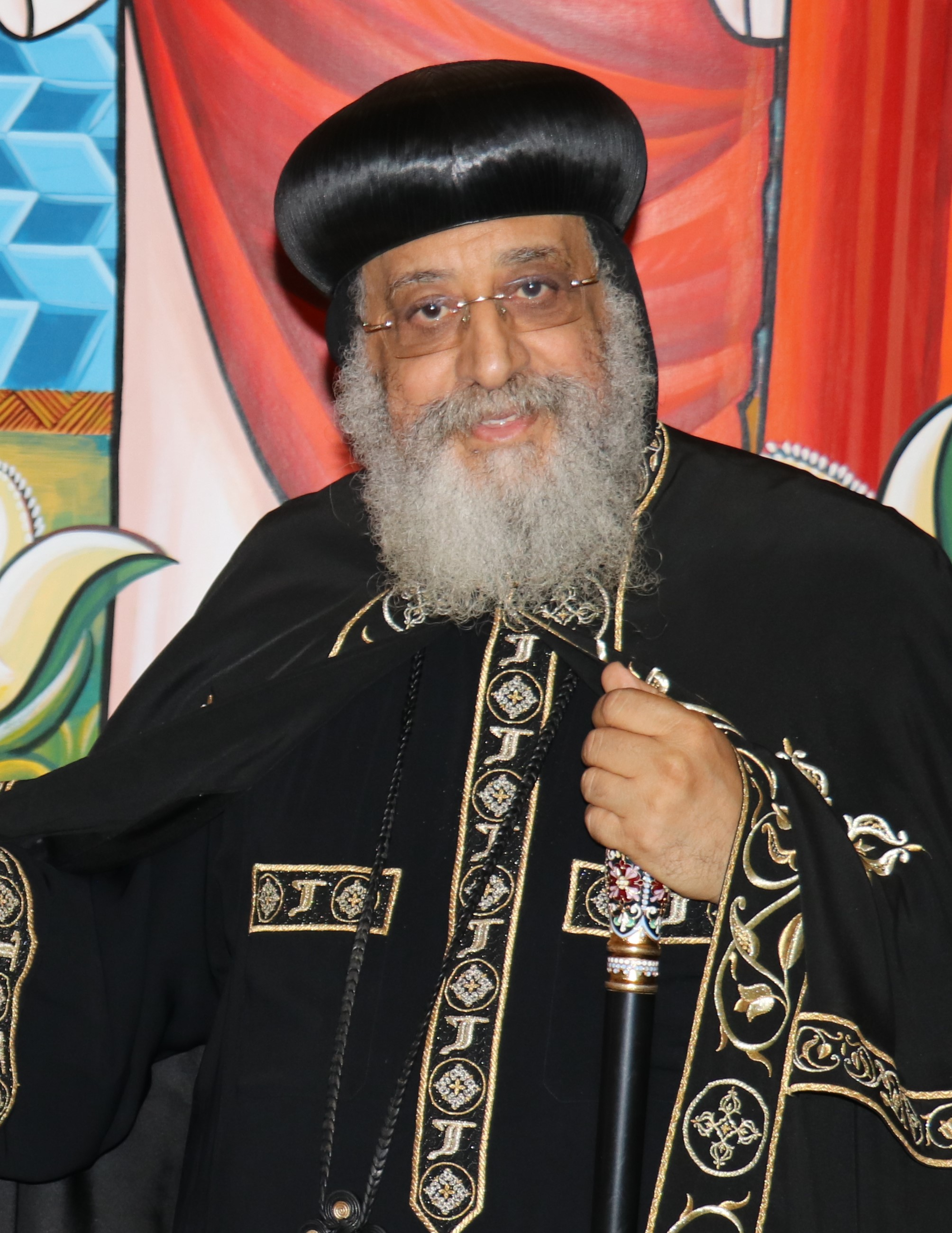
Tawadros II, papa della Chiesa ortodossa copta

Come nelle Chiese della Comunione ortodossa, i patriarchi delle Chiese orientali (Chiese dei 2, 3 o 5 concili) sono a capo di Chiese autocefale per lo più su base nazionale.
Tra i più noti:
- Patriarca di Alessandria, capo della Chiesa ortodossa copta e chiamato Papa;
- Patriarca di Antiochia e di tutto l'oriente, capo della Chiesa siriaca;
- Catholicos patriarca di tutta l'Armenia, capo della Chiesa apostolica armena;
- Patriarca di Gerusalemme degli Armeni, capo della Chiesa apostolica armena in Israele e Palestina;
- Patriarca di Costantinopoli degli armeni, capo della Chiesa apostolica armena in Turchia;
- Patriarca di Seleucia-Ctesifonte, capo della Chiesa d'Oriente.